# Cyrtandra biserrata
Cyrtandra biserrata är en tvåhjärtbladig växtart som beskrevs av Wilhelm B. Hillebrand. Cyrtandra biserrata ingår i släktet Cyrtandra och familjen Gesneriaceae. Inga underarter finns listade i Catalogue of Life.